# Eva Obůrková
Eva Obůrková (* 1967 Praha) je česká novinářka, reklamní textařka, spisovatelka a ilustrátorka. Je autorkou knih pro děti, o cestování a průvodců. Studium dokončila na gymnáziu Na Pražačce (zaměření na dějiny umění a výtvarnou výchovu) a Fakultě žurnalistiky Univerzity Karlovy (obor tisk a reklama).

## Publikace

### Pro děti
- KAM Výlety s dětmi, EAN 9788025120446
- KAM na SLOVENSKU s dětmi i bez nich, EAN 9788025121559
- Stolní kalendář Tipy na výlety s dětmi 2012
- Výlety s dětmi v Praze a středních Čechách, EAN 9788025119761
- KAM Výlety s dětmi
- Proč vikingové nemají rohy?
- Kam zmizel Pišta? Do pravěku!
- Kam zmizel Pišta? Na mléčnou dráhu!

### Cestování
- Kudy z nudy: Nejlepší výlety v Čechách, na Moravě a ve Slezsku, EAN 9788025133835
- Kudy z nudy – Rodinné výlety, EAN 9788025133828
- Kudy z nudy
- KAM na jižní Moravě, EAN 9788025133514
- KAM v jižních Čechách, EAN 9788025127230
- KAM v Praze, EAN 9788025132043
- Kam na Šumavě, ISBN 978-80-251-2055-2
- Putování za vínem. Vinařský stolní kalendář z vinařských oblastí Čech a Moravy, každoroční výtisk (spolupráce s fotografy: Pavel Kacl, David Bláha).